# Megadelphax sordidulus
Megadelphax sordidulus är en insektsart som först beskrevs av Carl Stål 1853.  Megadelphax sordidulus ingår i släktet Megadelphax, och familjen sporrstritar. Arten är reproducerande i Sverige.